# Bump of Chicken
Bump of Chicken (jap. バンプ・オブ・チキン Banpu Obu Chikin) – j-rockowy zespół pochodzący z miasta Sakura (prefektura Chiba), składający się z czterech osób – Fujiwara Motoo, Masukawa Hiroaki, Naoi Yoshifumi i Masu Hideo. Parę ich piosenek zostało wykorzystanych do serii anime i gier, m.in. „Sailing Day” jest endingiem do 4 filmu One Piece, a „Karma” została wykorzystana jako opening do gry Tales of the Abyss.

## Członkowie
Fujiwara Motoo
Moto Fujiwara jest kompozytorem, twórcą słów do piosenek, gitarzystą i wokalistą, jak również i w pewnym sensie liderem zespołu. Większość tekstów piosenek jest właśnie jego dziełem, ponadto narysował okładkę do płyt „The Living Dead” i „Yggdrasil”. Urodzony 12 kwietnia 1979, grupa krwi 0. Lubi: prać, jeść kurczaki, grać na harmonijce, nie lubi: ostrych potraw. Ma słaby wzrok. W chwili obecnej jest jedynym członkiem zespołu, który stworzył solowy album zatytułowany „Songs for Tales of the Abyss”, który składa się m.in. z piosenki Karma i instrumentalnych wersji utworów z gry Tales of the Abyss. Używa Gibsona 1960 Les Paul Special Single Cutaway, Sonic fender, Gibson J-45.
Masukawa Hiroaki
Masukawa Hiroaki jest gitarzystą zespołu i twórcą tekstów do bonusowych, zazwyczaj żartobliwych piosenek do singli. Urodzony 20 grudnia 1979, grupa krwi A, leworęczny. Uważany przez siebie i innych jako nieśmiały i pesymistyczny. Lubi: anime, gry. Ma różne pseudonimy – „Hiro”, „Hose” i „Nikke”. Używa Gibson Les Paul Standard, Fender Stratocaster.
Naoi Yoshifumi
Naoi Yoshifumi jest basistą zespołu. Urodzony 9 października 1979, grupa krwi A. Uważa siebie za otaku anime i gier, oraz za rzadkiego geniusza. Lubi – fotografię, rysowanie (nawet wydał własny artbook i pomagał przy tworzeniu okładek do płyt i singli). Jego ksywa to „Chama” (końcówka od słowa „Obotchama” – zwrot do syna z bogatej rodziny). Używa Sonic Bass, Fender Jazz Bass 65.
Masu Hideo
Masu Hideo jest perkusistą zespołu. Urodzony 10 sierpnia 1979, grupa krwi A. Uważa siebie za introwertyka. Ma dobry wzrok, nie umie zbyt dobrze kanji. Lubi różnego rodzaju wypady z domu, często miewa bóle głowy. Używa Canopas Maple Shell.

## Życiorys
Motoo, Hiroaki i Yoshifumi poznali się jeszcze za czasów przedszkolnych. Hideo chodził do tego samego przedszkola, ale uczęszczał do innej grupy. Po ukończeniu przedszkola Fujiwara poszedł do innej szkoły podstawowej w przeciwieństwie do reszty, która uczęszczała do tej samej, ale pozostał w bliskich kontaktach z Naoi.
W późniejszym czasie wszyscy skończyli w tym samym gimnazjum, a nawet w tej samej klasie pierwszej. Wtedy też wszyscy poznali siebie nawzajem. Podczas ich drugiego roku nauki w gimnazjum członkowie postanowili założyć zespół. Od tamtej pory oszczędzali pieniądze przez cały okres gimnazjum. Fujiwara przyznał się podczas jednego z wywiadów, że oszczędzał pieniądze, które miały być poświęcone na drugie śniadanie.
BUMP OF CHICKEN został utworzony w drugiej klasie gimnazjum, gdy wszyscy członkowie mieli po 14 lat. Na początku grali głównie covery Beatlesów i pisali swoje własne utwory, głównie po angielsku, które grali na szkolnych festiwalach.
W szkole średniej brali udział w różnych konkursach muzycznych – w 1996 na 96TMF wygrali główną nagrodę za piosenkę „DANNY” w całości napisaną po angielsku. W tym samym roku nagrali utwór „Glass no Blues”, za który również dostali pierwsze miejsce na Beat Rush 1996. W 1998 roku zespół chwilowo wstrzymał działalność, ponieważ członkowie zespołu przygotowywali się do college’u.
W tym samym roku zespół powrócił i w 1999 wydali pierwszy album pod tytułem „Flame Vein”. Ich pierwszy singel, „Lamp”, został wydany pod koniec tego samego roku. W 2000 powstał pierwszy teledysk do „Glorious Revolution”, wydali drugi album – „The Living Dead”, jak również rozpoczęli pierwszą trasę koncertową. Tego samego roku wydali drugi singel, „Diamond”, pod szyldem nowej wytwórni – Toy’s Factory.
Popularność zespołu rozpoczęła się w 2001 roku wraz z wydaniem trzeciego singla – „Tentai Kansoku”, który znalazł się w pierwszej dziesiątce popularnej, japońskiej listy Oricon. W tym samym roku wydali trzeci album, „Jupiter”. Od tamtej pory zespół zaczął dawać więcej koncertów na żywo i w telewizji, wydawali kolejne single, a w 2004 roku wydali czwarty w ich dorobku album, „Yggdrasil”. 13 stycznia 2006 roku rozpoczęli trasę koncertową „Run Rabbit Run”.

## Piosenki w Kulturze
Parę piosenek zespołu posłużyło do różnych celów, głównie jako czołówek do anime. „Sailing Day” z szóstego singla zespołu posłużył jako ending do czwartego filmu anime One Piece. Również piosenka „karma” z jedenastego singla zespołu (który został później wydany jako oddzielny singel) został wykorzystany do czołówki gry Tales of the Abyss, do której również Motoo Fujiwara stworzył swój pierwszy album z przeróbką tej piosenki.
Zespół stworzył również utwór „Arue”, który dedykowany jest fikcyjnej postaci Rei Ayanami z Neon Genesis Evangelion. Tytuł piosenki zapisuje się także jako R.A – inicjały tej postaci i czytane jako „arue”.
W 2004 roku Bump of Chicken stworzył cover piosenki „Hybrid Rainbow” The Pillows, który znalazł się na albumie składającym się z coverów najpopularniejszych piosenek tego zespołu.

## Dyskografia

### Single
- [25.11.1999] LAMP
- [20.09.2000] Diamond
- [14.03.2001] Tentai Kansoku
- [17.10.2001] Harujion
- [18.12.2002] Snow smile
- [12.03.2002] Lost man / sailing day
- [31.03.2004] Arue [LIMITOWANA EDYCJA]
- [07.07.2004] Only lonely glory
- [01.12.2004] Sharin no Uta
- [21.07.2005] Planetarium
- [23.11.2005] Supernova / karma
- [14.12.2005] Karma/supernova (edycja specjalna)
- [22.11.2006] Namida no Furusato
- [24.10.2007] Hana no na
- [24.10.2007] MAYDAY

### Albumy
- [18.03.1999] FLAME VEIN
- [25.03.2000] THE LIVING DEAD
- [20.02.2002] jupiter
- [28.04.2004] THE LIVING DEAD
- [28.04.2004] FLAME VEIN+1
- [25.08.2004] Yggdrasil
- [22.03.2006] SONG FOR TALES OF THE ABYSS (pierwszy solowy album Motoo Fujiwara)
- [19.12.2007] Orbital Period